# Estadio Cubierto Azadi
El Estadio Cubierto Azadi (en persa: سالن دوازده هزار نفری آزادی) es un polideportivo cubierto en la ciudad de Teherán, la capital de Irán. Los asientos de las instalaciones le permiten recibir más de 6250 personas, que se eleva hasta 12 000 sin sillas. Esta estadio cubierto se encuentra dentro del complejo deportivo Azadi, recinto que también alberga al Estadio Azadi. Se utiliza principalmente para los partidos de voleibol, baloncesto y fútbol sala. El Estadio Cubierto Azadi fue seleccionado para acoger la Copa Mundial masculina de lucha grecorromana de 2014.

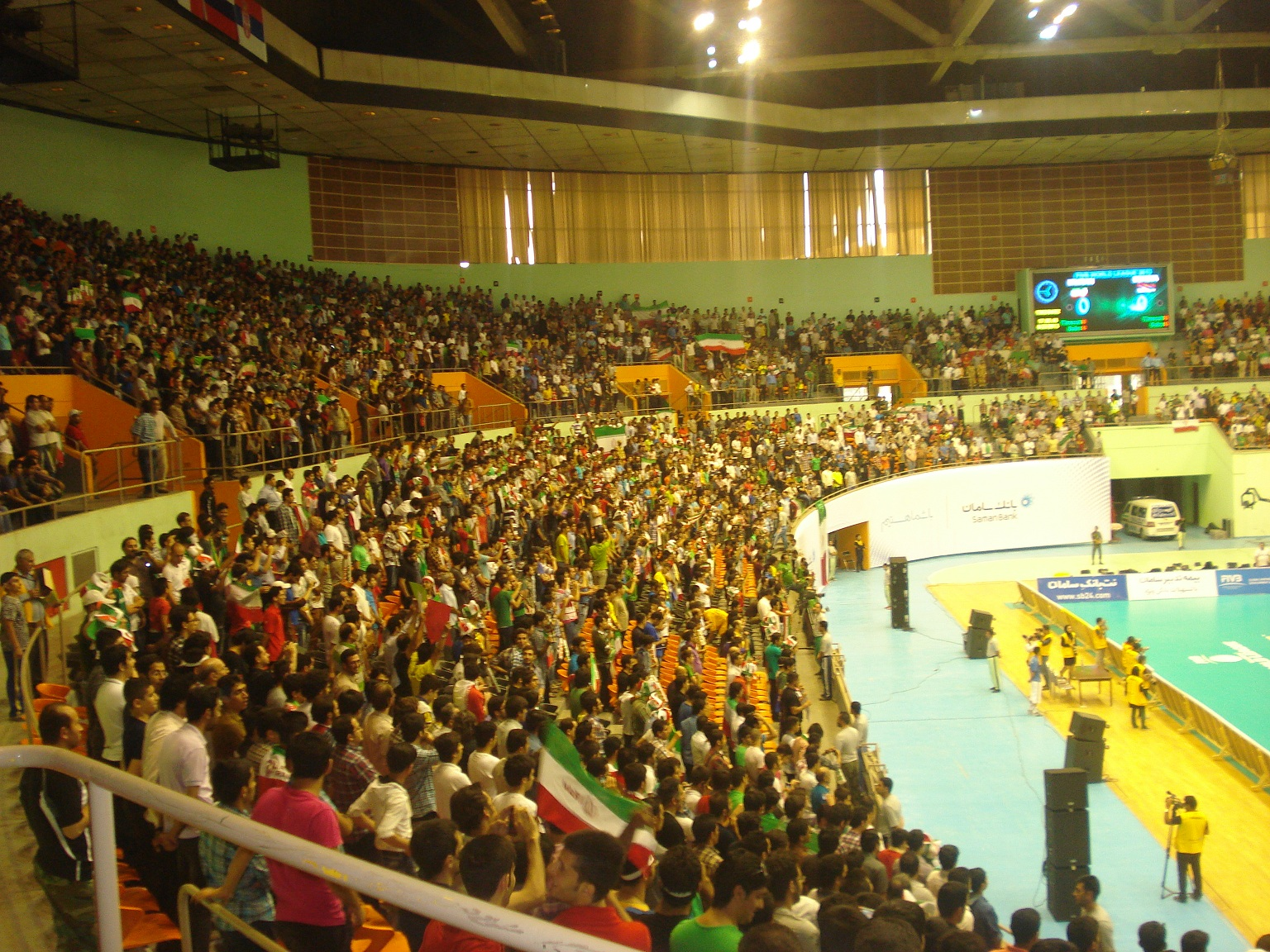
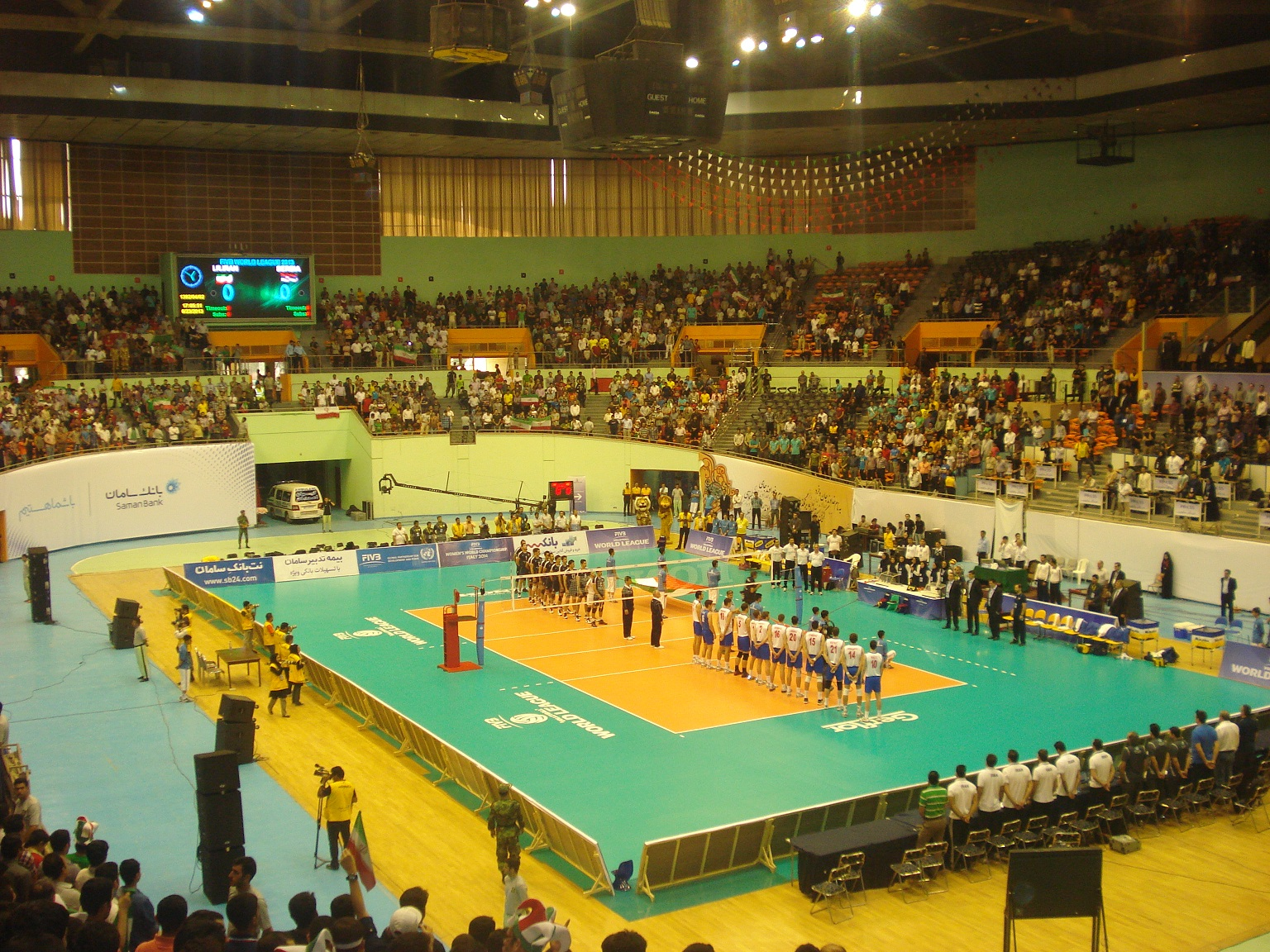